# باشگاه فوتبال نیوتاون یونایتد
باشگاه فوتبال نیوتاون یونایتد یک باشگاه فوتبال حرفه‌ای از سنت کیتس و نویس است که در باستر مستقر است.